# 식탁용 포도

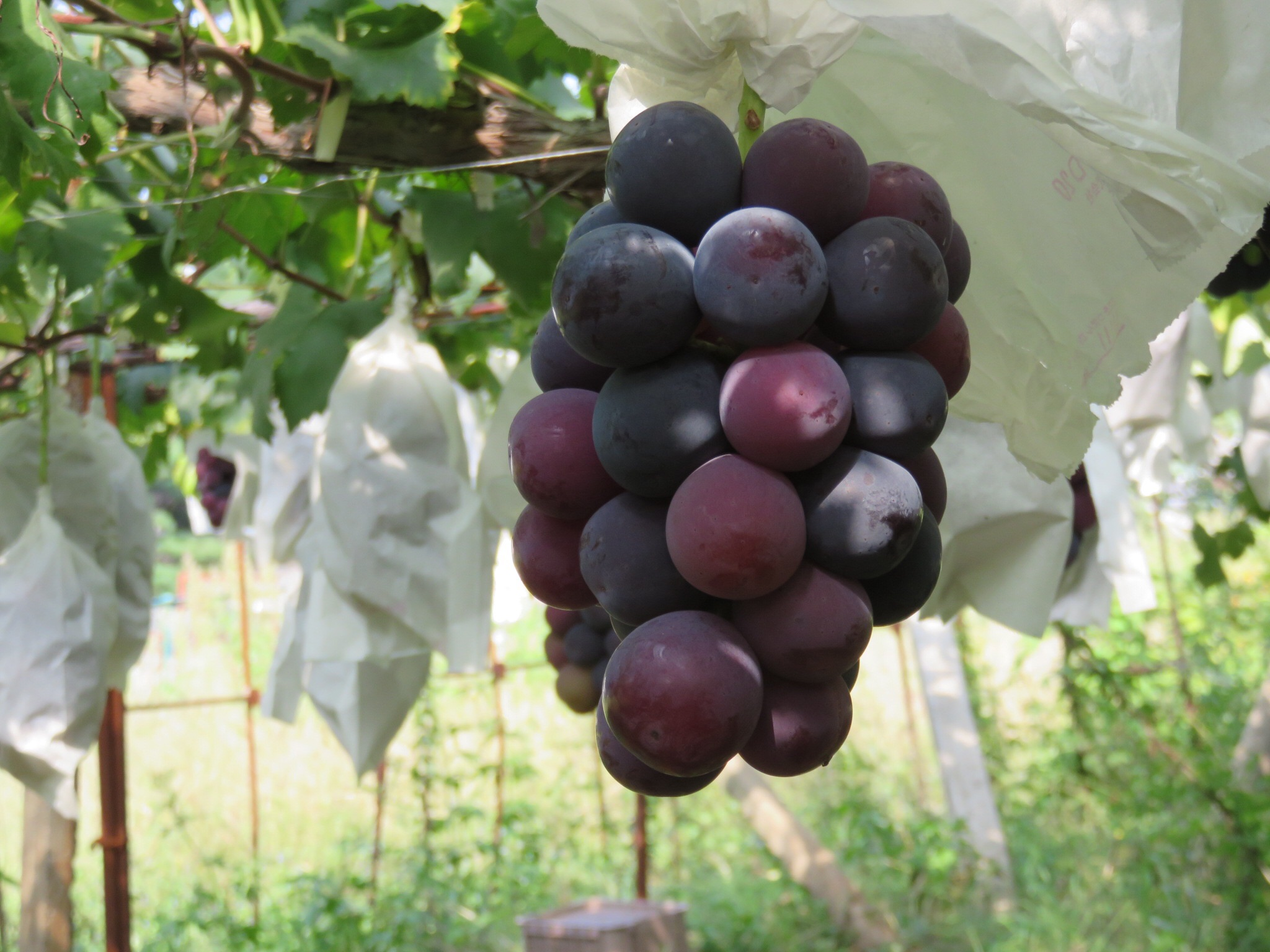
수확을 앞 둔 피오네 식탁용 포도

식탁용 포도(Table grape)는 와인 생산, 주스 생산 또는 건포도로 건조하기 위해 재배된 포도와는 달리 생으로 소비하기 위한 포도이다.
포도종 식탁용 포도는 씨를 뿌린 품종 또는 씨앗을 뿌리지 않은 품종의 형태일 수 있으며, 색상, 크기, 단맛 및 지역 재배 조건에 대한 적응력 면에서 광범위하게 다양하다.
톰슨 시들리스와 플레임 시들리스와 같은 일반적인 상업적으로 이용 가능한 포도 품종은 높은 수확량과 선적 중 손상에 대한 상대적 저항성으로 재배자가 선호한다. 코튼 캔디, 거봉, 또는 피오네과 같은 덜 흔한 품종은 크기, 외관, 특정 풍미 특성을 위해 자란 맞춤형 하이브리드이다.

## 시장특성
칠레, 페루, 미국, 중국, 터키, 스페인, 남아프리카 공화국과 호주는 모두 식탁용 포도의 주요 생산자이자 수출국이다. 미국 농무부(
USDA)에 의하면 2016년 세계 식탁용 포도 생산량은 연간 21.0 백만 미터톤의 지역에 있다고 추정되며, 중국에서만 전체 총계의 약 9.7 백만 미터톤을 차지한다. 칠레는 세계에서 가장 큰 단일 식탁용 포도 수출국으로 남아 있으며, 주로 북미와 유럽 시장에 80만 미터톤 이상을 수출한다. 대조적으로 중국은 주로 전체 생산 중 작은 비율을 차지하는 동남아시아 시장에 연간 247,000 미터톤을 수출한다.
식탁용 포도의 세계 무역은 1950년대 이후 강력한 성장을 누리고 있다. 세기 전환기 이후 포도 수출 성장은 주로 남반구와 칠레, 인도, 페루 그리고 터키와 같은 개발도상국이 주도했다.
식탁용 포도의 국제 무역은 냉장 보관 및 냉장 컨테이너 기술의 가용성 증가로 인해 상당한 이익을 얻었다. 식탁용 포도는 노동집약적인 농산물로 숙성이 절정에 달할 때 손으로 수확해야 한다. 판매 시점에서 제품 품질을 유지하려면, 수확된 포도를 가능한 한 빨리 0°C 근처로 분류, 포장과 냉각해야 한다. 운송 과정에 환기와 온도 조절 환경을 갖춰야 하기 때문에 처리 시설, 운송과 물류에 상당한 투자가 필요하다. 식탁용 포도의 생산주기는 다른 과일에 비해 상대적으로 길기 때문에 새 농장이 생산성을 확보하기까지 2-3년의 시간이 소요된다. 따라서, 수출 생산과 홍보는 종종 칠레 과일 수출 협회(ASOEX)와 같은 대형 수직 통합 상업 기업 또는 생산자 - 수출 협회의 손에 집중된다.

### 북미와 유럽
북미와 유럽 시장에서 일반적으로 판매되는 식탁용 포도에는 설태너, 플래임, 무스카트, 알메리아, 나이아가라와 콩코드가 포함된다.
미국 캘리포니아는 85,000에이커 이상의 재배중인 식탁용 포도의 가장 큰 단일 생산자로 남아 있다. USDA에 따르면 70종 이상의 품종이 주에서 재배되지만, 선적 대부분은 일반적인 청, 적 또는 흑 구분자로 국내에서 판매되는 수십 가지 주로 종자가 없는 품종으로 제한된다.

### 일본과 동아시아
일본과 다른 동아시아 시장에서는 호주와 칠레에서 일반적으로 생산되는 수입 포도 시장을 지원할뿐만 아니라 국내에서 생산된 식탁용 포도가 종종 프리미엄 선물 제품으로 재배되고 판매된다.
일본 거봉에서는 델라웨어, 피오네 포도가 생산량 측면에서 첫 번째, 두 번째 및 세 번째로 가장 인기있는 식탁용 포도로 선정되었다. 2015년 7월, 일본 프리미엄 식탁용 포도에 대한 새로운 가격 기록을 세웠는데, 약 700g 무게로 포도 26개를 함유한 루비 로마 포도 한 덩어리가 1백만 엔(약 8400달러)에 팔렸다.
필리핀에서는 포도가 섬에서 재배될 수 있지만, 필리핀의 대부분의 식탁용 포도가 수입된다. 일로코스 지방에서 레드 카디널(red cardinal)은 가장 일반적으로 재배되는 품종이다.

## 식탁용 포도 품종
| 색깔      | 품종 |
| --------- | --- |
| 백-청포도 | Perlette, Sugraone, 톰슨 시들리스, Niagara, Calmeria, Italia, Autumn King, Princess, Cotton Candy |
| 적포도    | Flame Seedless, Swenson Red, Yates, Red Globe, Ruby Seedless, Christmas Rose, Emperor, Rouge, Crimson Seedless, Tudor Premium Red, Scarlet Royal, Cardinal, Koshu, Delaware, Ruby Roman, Vintage Red, Muscato |
| 청-흑포도 | Beauty Seedless, Concord, Thomcord, Muscat Hamburg, Autumn Royal, Fantasy Seedless, Marroo, Niabell, Summer Royal, 거봉, Pione, St. Theresa                                                                   |

### 갤러리

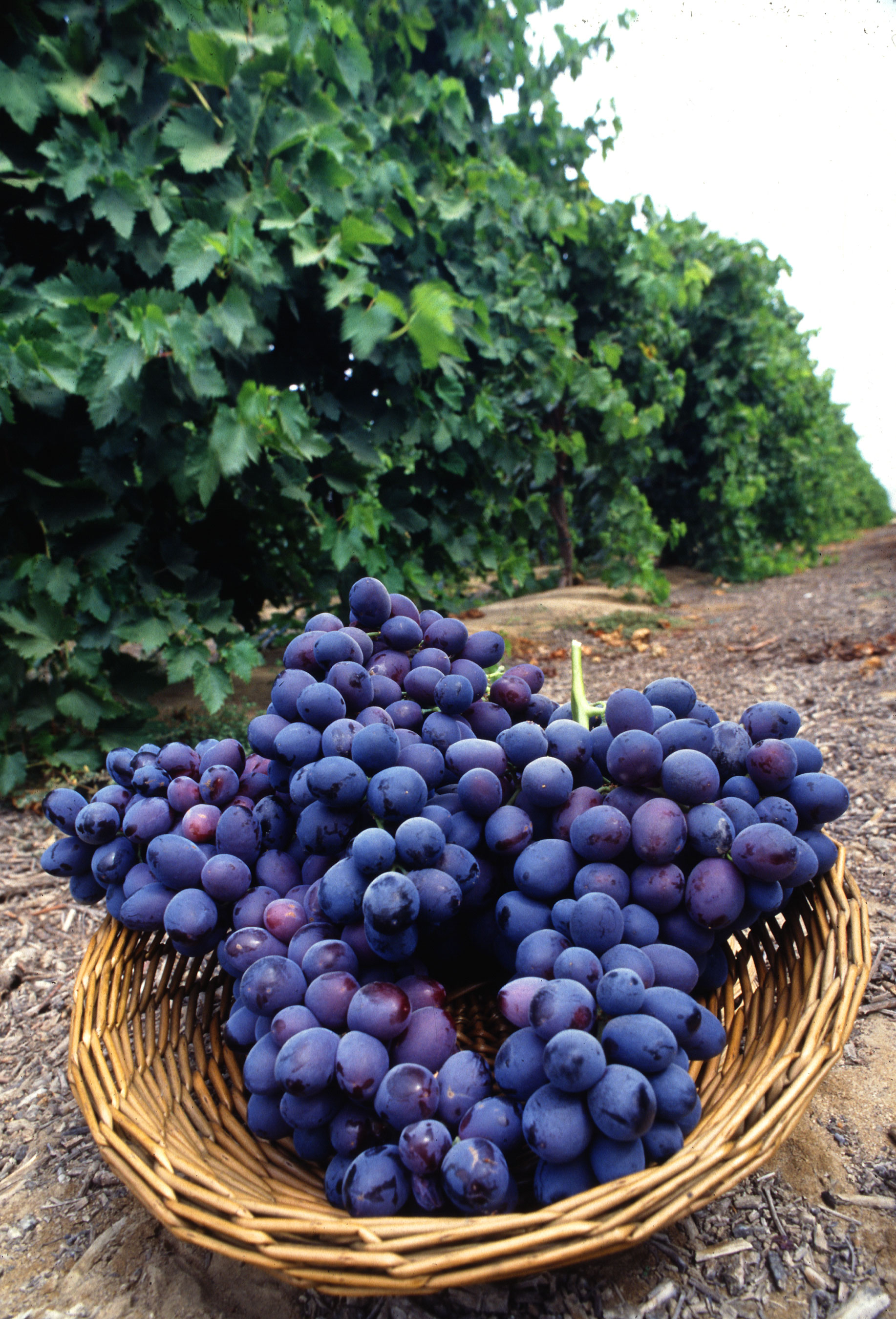
설태너 (톰슨 시들리스) 식탁용 포도
- 오텀 로열 식탁용 포도 캘리포니아
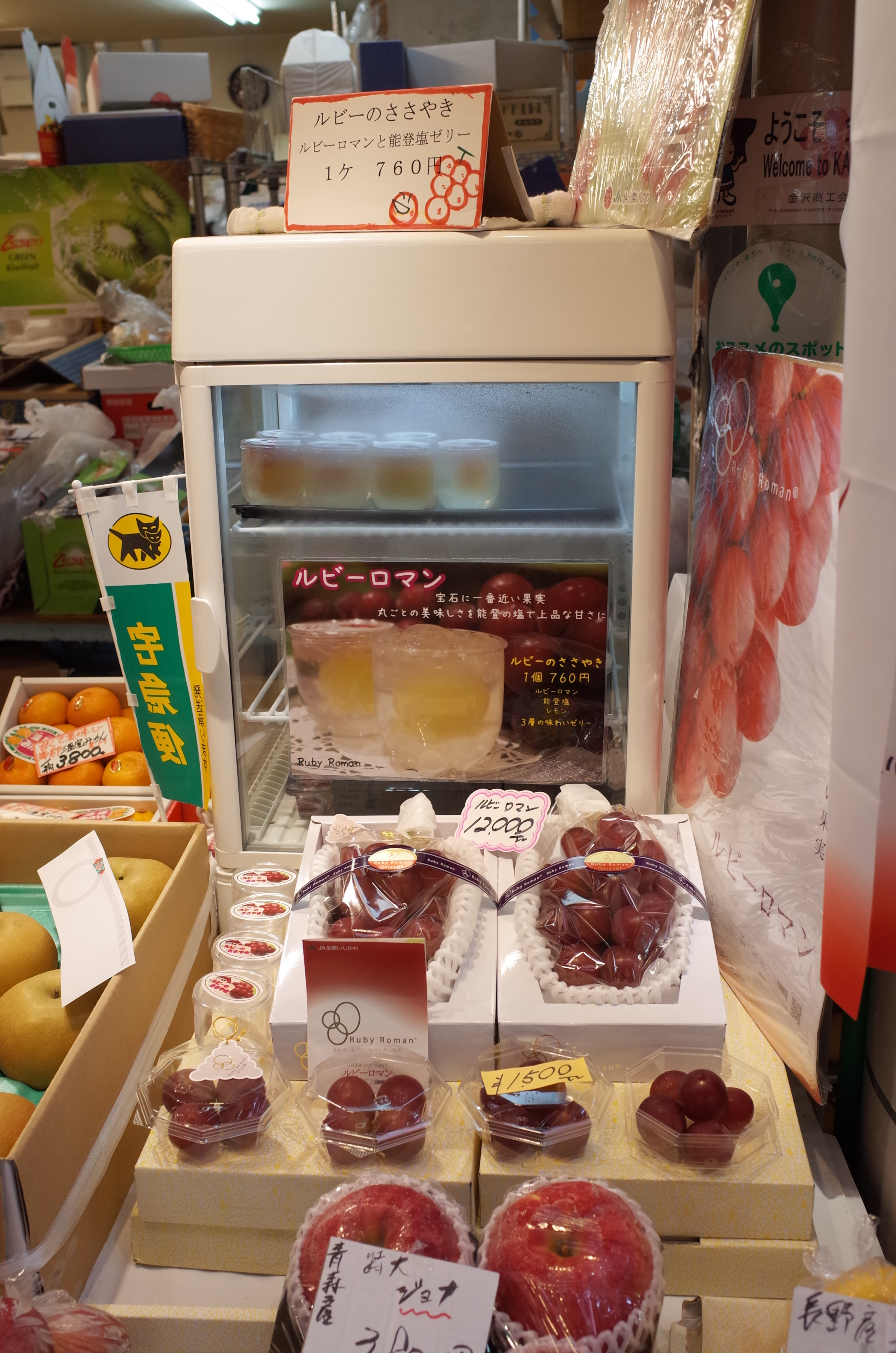
이시카와현 가나자와시에서 판매 중인 루비 로만
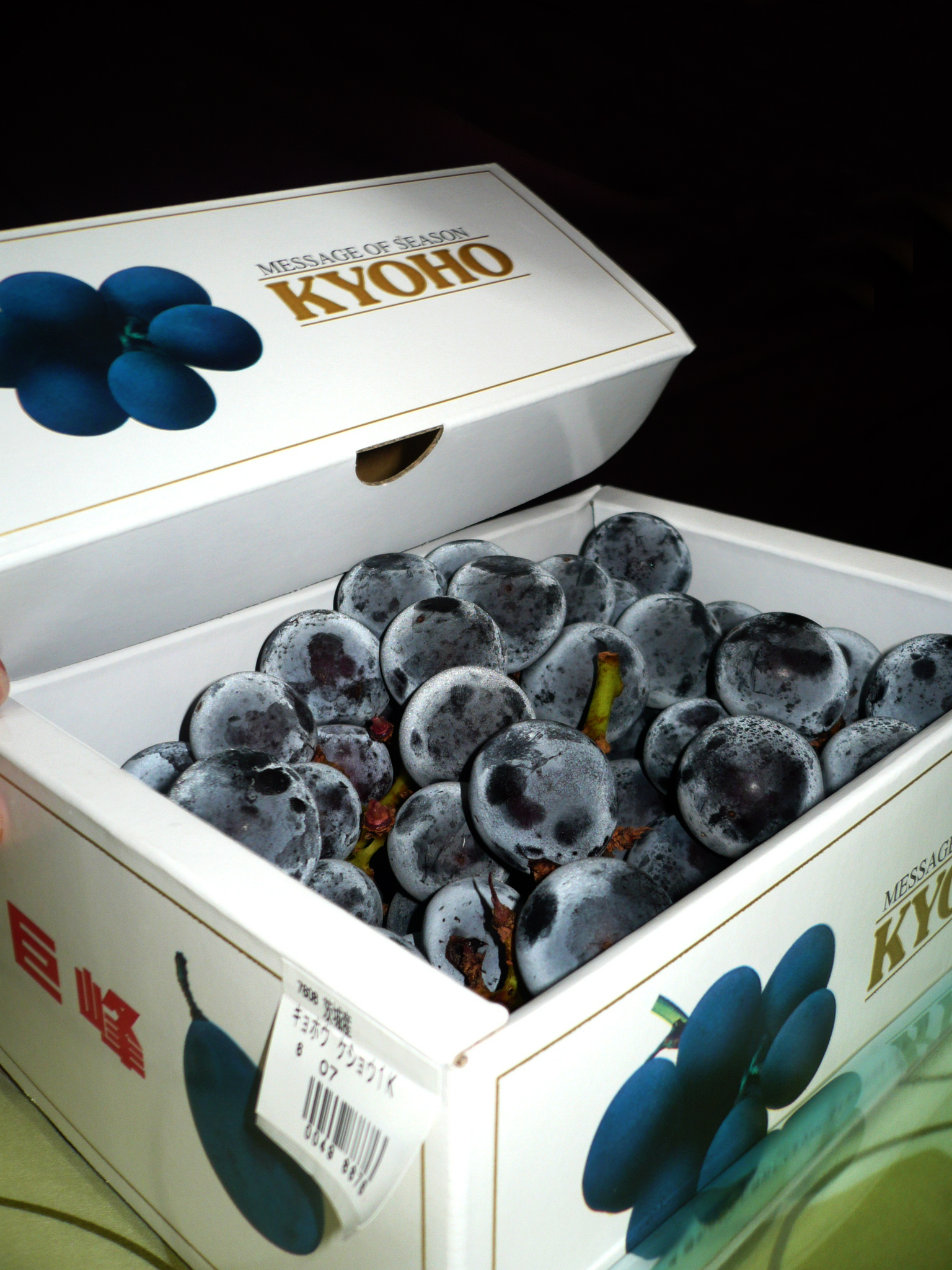
거봉